# قوصیه
قوصیه (القوصیة) شهر و شهرستانی در استان اسیوط مصر است.